# Бееле
Бееле (также беле, беллава; англ. àbéélé, bele, bellawa, ɓeele; самоназвание: àɓéelé) — один из языков западночадской ветви чадской семьи.
Распространён в центральных районах Нигерии. Наиболее близок языку боле. Численность говорящих — около 400 человек. Язык бесписьменный.

## Классификация
В соответствии с классификацией чадских языков, предложенной американским лингвистом Полом Ньюманом, язык беле (бееле) вместе с языками боле (боланчи), дено (куби), галамбу, гера, герума, канакуру (дера), карекаре, кирфи, купто, квами, маха, нгамо, перо, пийя (вуркум) и тангале входит в группу боле западночадской языковой ветви (в других классификациях, включая классификацию, опубликованную в лингвистическом энциклопедическом словаре в статье В. Я. Порхомовского «Чадские языки», данная группа упоминается под названием боле-тангле, или боле-тангале). Согласно исследованиям Пола Ньюмана, в пределах группы боле (или A.2) язык бееле относится к кластеру языков собственно боле подгруппы боле, сама же группа входит в подветвь западночадских языков A. Эта классификация приведена, в частности, в справочнике языков мира Ethnologue.
Более подробная классификация языков подгруппы боле, составленная Расселом Шухом, опубликована в базе данных по языка мира Glottolog. В ней язык бееле отнесён к кластеру боланчи-беле, который в свою очередь последовательно включается в следующие языковые объединения: языки нгамо-беле, языки кирфи-беле, языки галамбу-беле, языки ядерные боле и языки боле. Последние вместе с языками тангале составляют группу западночадских языков A A.2.
В классификациях афразийских языков чешского лингвиста Вацлава Блажека и британского лингвиста Роджера Бленча предлагаются иные варианты состава языков подгруппы боле и иная точка зрения на место этой подгруппы в рамках западночадской ветви языков.
Так, в классификации Вацлава Блажека язык беле (бееле) включён в подгруппу языков боле-тангале, в которой представлены два языковых объединения: в первое вместе с бееле входят языки боле, нгамо, маха, гера, кирфи, галамбу, карекаре, герума, дено, куби, во второе — языки тангале и дера. Подгруппа боле-тангале вместе с ангасской подгруппой в данной классификации являются частью боле-ангасской группы, входящей в свою очередь в одну из двух подветвей западночадской языковой ветви.
В классификации же Роджера Бленча язык бееле вместе с языками боле, нгамо и маака (маха) образует языковое единство, входящее в объединение «a» (северные боле) подгруппы боле группы боле-нгас подветви западночадских языков A.

## Общие сведения
Ареал языка бееле размещён в центральной Нигерии на территории штата Баучи к юго-востоку от реки Гонгола. Он включает несколько деревень, окружённых со всех сторон, кроме юго-восточной, областью расселения носителей близкородственного западночадского языка хауса. С юго-востока к ареалу языка бееле примыкает ареал другого западночадского языка даза.
По оценкам 1922 года на бееле говорило не более 120 человек.
По современным оценкам сайта Joshua Project численность носителей языка бееле составляет около 400 человек (2016). Согласно данным сайта Ethnologue, язык бееле является вымирающим. Численность говорящих на этом языке сокращается, младшее поколение всё ещё говорит на бееле, но передача языка детям уже стала нарушаться.